# Закон о переселении армян
Закон о переселении — закон, принятый правительством Османской империи 27 мая 1915 года, разрешивший насильственную депортацию армянского населения Османской империи. Кампания по переселению привела к гибели от 800 тысяч до 1,5 миллионов человек, что также называют геноцидом армян. Законопроект был официально принят 1 июня 1915 года и истек 8 февраля 1916 года.

## Предыстория
Данный закон являлся частью эвфемистических «особых мер» против армянского населения, предпринятых Османской империей во время Первой мировой войны. Это сопровождалось вторым набором приказов, отданных османской контрразведке по систематическому уничтожению эвакуированного населения во время «маршей смерти» и присвоению их имущества.
Архивы документально подтверждают, что депортация армян началась ещё 2 марта 1915 года. После истечения срока действия закона депортации и массовые убийства продолжались: 13 сентября 1915 года парламент страны принял «Временный закон об экспроприации и конфискации», согласно которому всё имущество, включая землю, скот и дома, принадлежащее армянам, должно быть передано в собственность Османской империи.
Перед тем, как османский парламент ввёл в действие закон о переселении, Талаат-паша издал циркуляр. Ночью 24 апреля 1915 года Талаат-паша, который в то время был министром внутренних дел, приказал депортировать 250 членов армянской интеллигенции из Константинополя.
В мае 1915 года Мехмед Талаат-паша потребовал, чтобы правительство Османской империи и тогдашний великий визирь Саид Халим-паша узаконили переселение армян в другие места. По его словам армянские беспорядки и массовые убийства, которые произошли в ряде мест в стране, представляют угрозу национальной безопасности.

## Содержание
Закон о переселении армян касался следующих лиц:
1. Военные против тех, кто выступает против правительственного приказа, национальной обороны и защиты мира, а также против тех, кто организует вооруженные нападения и сопротивление и убивает повстанцев во время агрессии и восстания в военное время,
2. Переселение на единой основе или в массовом порядке людей, живущих в деревнях и городах, уличённых в шпионаже или государственной измене,
3. действие и истечение временного закона, а также
4. определение ответственных лиц (приложение).

Один из османских архивных материалов, датированный 12 июля 1915 года, предполагает, что массовые убийства были частью мер, предпринятых против армян. Турецкий военный суд подтверждает факт, ссылаясь на документы, в которых утверждается, что основной причиной эвакуации было уничтожение.
Хотя этот закон был направлен против армян, его применяли и против других христиан Османской империи, в частности, ассирийцев..
В тексте закона нет прямого упоминания армянского вопроса, и в тексте говорится, что: больные, слепые, католики, протестанты, солдаты и их семьи, офицеры, купцы, некоторые рабочие и хозяева не подлежали эвакуации. В случае ухудшения условий этим группах было приказано расселиться в городских центрах.
Капитуляции Османской империи предоставили миссионерам государство протектората (см. также Протекторат миссий). Существует группа правил, которые предоставляют права миссионерам в Османской империи. Другая расшифровка приказывает армянским католикам миссионерам не покидать Османскую империю до следующего приказ. Это послание не было соблюдено в некоторых центрах, таких как Мараш и Конья.

### Судьба подданных
Предполагаемое намерение закона, опубликованного во время Первой мировой войны, было временным переселением во время конфликтов, а не постоянным перемещением, поскольку существовал указ в отношении перемещенных граждан. Кроме того, если мы посмотрим на четвёртый раздел закона Tehcir, он был специально разработан, чтобы возложить на подразделения силовых структур ответственность за отслеживание и регистрацию собственности, принадлежащей субъектам иммиграции. Закон включал ответственную сторону за защиту собственности, которую владельцы могли / вернут в более позднее время. Другой закон был принят для регулирования применения этого раздела 10 июня 1915 г. В этом разделе требовалось, чтобы было три копии этой информации; один хранится в областных церквях, один в областной администрации и один находится в ведении комиссии, ответственной за исполнение закона. Вторая и третьи стороны этого закона несли ответственность за защиту собственности до возвращения иммигрантов.
Хотя на взгляд закон был временным, основная причина его принятия заключалась в том, чтобы решить армянский вопрос раз и навсегда. Камуран Гурун опубликовал архивные материалы военного министра, в которых говорится о цели принятия закона. В этом письме Энвер считает этот закон постоянным, чтобы решить армянский вопрос.
Некоторые утверждают, что долги эвакуированного населения должны быть списаны, а повторяющиеся налоговые долги (налог на имущество) армян должны были быть отложены до их предполагаемого возврата, армянская собственность была конфискована правительством, продана или передана жителям-мусульманам или иммигранта. Значительная сумма денег, полученная от продажи арестованной собственности, была переведена в Берлин.

## Финансовые аспекты
После капитуляции Османской империи правительство страны разрешило перевод средств с использованием миссионеров и консулов. Армянские иммигранты из США присылали средства, которые эти учреждения распределяли среди армян с ведома правительства. Американский комитет помощи Ближнему Востоку помог пожертвовать более 102 миллионов долларов как во время войны, так и после неё.

## Отмена закона
Данный закон являлся временным, срок действия которого истек 8 февраля 1916 года. Это был гражданский закон, который планировался, внедрялся и исполнялся с учреждением (созданным в соответствии с законом) для координации деятельности под названием «Главное управление мигрантов» (османский турецкий язык: Muhacirin Müdüriyet-i Umumîyesi). Гражданское право давало военным право принуждения только в том случае, если были стороны, выступающие против его исполнения. Нормы и правила закона, опубликованные в Таквим-и-векаи (официальная газета Османской империи), были публичными и разделялись со всеми политическими партиями.
Закон был отменён 21 февраля 1916 года с приказом, разосланным во все провинции Османской империи, в то время как уничтожение армянского населения продолжалось. Предполагаемых политических заключенных продолжали перемещать в санджак Дейр-эз-Зор. Все работы завершились 15 марта 1916 года.